# Open Library
Open Library (skr. OL), internetski projekt čiji je cilj svakoj objavljenoj knjizi pridružiti ili stvoriti njezinu mrežnu stranicu. Među osnivačima su Aaron Swartz, Brewster Kahle, a projekt je pokrenut unutar neprofitnoga Internetskoga arhiva (Internet Archive) 2007. godine. Pored pružanja bibliografskog podatka o knjizi, omogućava u mnogo slučajeva čitanje digitalizirane verzije čitave knjige na internetu.

## Poveznice
- Bibliografska baza podataka
- Virtualna zajednica
- Internet Archive
- Digitalizacija
- E-knjiga
- Hrvatska znanstvena bibliografija
- Knjižnična klasifikacija
- Deweyeva decimalna klasifikacija
- WorldCat

## Vanjske poveznice
- Open Library
- Internet Archive